# Wapen van Fiji

Wapen van Fiji.

Het wapen van Fiji is sinds 4 juli 1908 in gebruik.

## Beschrijving
Het schild heeft een zilveren achtergrond dat in vieren wordt gedeeld door een Sint-Joriskruis. Het vlak rechtsboven (op de afbeelding linksboven) wordt gevuld met een afbeelding van suikerriet. In het vlak ernaast staat een palmboom. In het vlak rechtsonder (linksonder op de afbeelding) staat een vredesduif. In het laatste vlak is een tros bananen afgebeeld.
In het schildhoofd staat een Britse leeuw die een kokosnoot vasthoudt. Daarboven is een typisch Fijische boot afgebeeld in de kleuren zilver-rood. Als schildhouder dienen twee inheemse mensen in traditionele kledij. Links staat een vrouw en rechts een man. De vrouw heeft een speer vast en de man een knots. Zij staan op een band die de Fijische tekst draagt: Rerevaka na Kalou ka doka na Tui (Vrees God en eer de koningin).
Australië · Fiji · Kiribati · Marshalleilanden · Micronesia · Nauru · Nieuw-Zeeland · Oost-Timor · Palau · Papoea-Nieuw-Guinea · Salomonseilanden · Samoa · Tonga · Tuvalu · Vanuatu
Afhankelijke gebieden

Amerikaans-Samoa · Cookeilanden · Frans-Polynesië · Guam · Nieuw-Caledonië · Niue · Norfolk · Noordelijke Marianen · Pitcairn · Tokelau-eilanden · Wallis en Futuna